# Канатна дорога Бурса — Улудаг

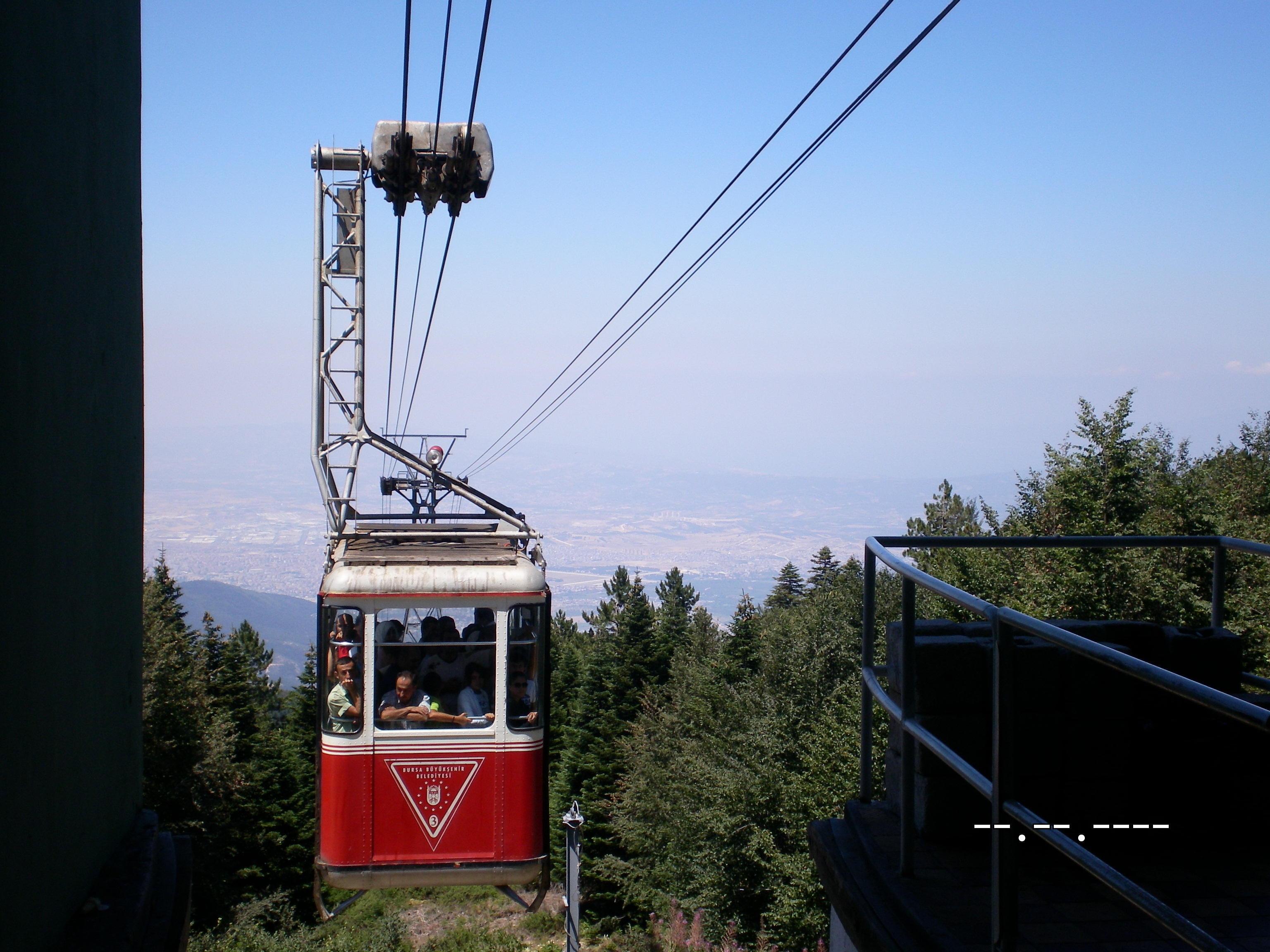
Стара гондола біля Сариалан Яйласи, 2012

Канатна дорога Бурса — Улудаг — канатна дорога що сполучає Бурсу з горою Малий Олімп, де розташовані лижний курорт та національний парк.

## Стара лінія
Первісна лінія канатної дороги була побудована швейцарською компанією Von Roll Holding, щоб забезпечити легкий доступ до самого великого гірськолижного курорту Туреччини. Будівельні роботи розпочалися в 1958 році, лінію було відкрито 29 жовтня 1963 року до 40-ї річниці Дня Республіки.
Базова станція знаходиться у кварталі Теферрюч район Їлдирим на півдні Бурси. Лінія завдовжки 4,5 км прямувала на Улудаг (Малий Олімп), де розташовано дві станції Кадияйла та Сариалан Яйласи Дві 20-місні гандоли транспортували до 120 пасажирів/годину. Робота канатної дороги припинилася 29 жовтня 2013 року, після п'ятдесяти років, за для модернізації

### Нова лінія
Нова лінія і рухомий склад були розроблені італійською компанією Leitner Ropeways на умовах будівництво-експлуатація-передачі на термін оренди на 30 років Станції були спроектовані Yamaç Korfalı з Бурси, ГАП - Заха Хадід. Будівельні роботи були проведені Bursa Teleferik Company
Нова лінія завдовжки 8,8 км, використовувала існуючу лінію завдовжки 4,5 км, та новий перегін до Отеллер, де розташовані готелі. Лінію обслуговують 174 вісім-місних гондол здатних перевозити до 1500 пасажирів щогодини між Теферрюч на 395 м над р.м та кінцевою станцією Отеллер 1870 м над р.м.. Є також чотири місні VIP гандоли. Подорож між кінцевими станціями займає 22 хвилин. Таким чином, це найдовша канатна дорога у світі 

## Станції
- Теферрюч, Бурса: 395 m 40°10′18″ пн. ш. 29°04′59″ сх. д. / 40.17167° пн. ш. 29.08306° сх. д.
- Кадияйла, Улудаг: 1230 m  40°09′05″ пн. ш. 29°05′15″ сх. д. / 40.15139° пн. ш. 29.08750° сх. д.
- Сариалан Яйласи, Улудаг: 1630 m 40°08′12″ пн. ш. 29°06′23″ сх. д. / 40.13667° пн. ш. 29.10639° сх. д.
- Отеллер, Улудаг: 1870 m  40°06′28″ пн. ш. 29°07′45″ сх. д. / 40.10778° пн. ш. 29.12917° сх. д.